# Atanas Tărev
Atanas Kirilov Tărev (in bulgaro Атанас Кирилов Търев?; 31 gennaio 1958) è un ex astista bulgaro.

## Palmarès

### Mondiali
- 1 medaglia:
  - 1 bronzo (Helsinki 1983)

### Europei
- 1 medaglia:
  - 1 bronzo (Atene 1982)

### Europei indoor
- 3 medaglie:
  - 1 oro (Madrid 1986)
  - 2 bronzi (Il Pireo 1985; Budapest 1988)

### Europei under 20
- 1 medaglia:
  - 1 bronzo (Donetsk 1977)